# Шумышка
Шумышка — река в России, протекает по Татарстану. Устье реки находится в 83 км по левому берегу реки Степной Зай. Длина реки составляет 20 км, площадь водосборного бассейна 108 км². Приток — Чубуклинка.

## Данные водного реестра
По данным государственного водного реестра России относится к Камскому бассейновому округу, водохозяйственный участок реки — Кама, от Нижнекамского гидроузла и до устья, без реки Вятка, речной подбассейн реки — бассейны притоков Камы до впадения Белой. Речной бассейн реки — Кама.